# Route 55 (Alberta)
La Route 55 est une route de 263 km (163 mi) dans le nord-est de l'Alberta. Elle relie Athabasca à la frontière de la Saskatchewan où elle continue comme route 55. Sur son trajet, elle passe par Lac La Biche et Cold Lake,.

## Intersections majeures
| Municipalité rurale / spécialisée             | Ville              | km                                                              | Destinations                                                         | Notes                                    |
| --------------------------------------------- | ------------------ | --------------------------------------------------------------- | -------------------------------------------------------------------- | ---------------------------------------- |
| Comté d'Athabasca                             | Athabasca          | 0,00                                                            | AB-2 (50 Avenue / 50 Street) – Slave Lake, Rivière-la-Paix, Edmonton | L'AB-55 ouest devient l'AB-2 nord        |
| Comté d'Athabasca                             | Athabasca          | 0,50                                                            | AB-813 nord – Calling Lake, Wabasca                                  | Terminus sud de l'AB-813                 |
| Comté d'Athabasca                             |                    | 5,20                                                            | AB-827 sud – Thorhild                                                | Terminus nord de l'AB-827                |
| Comté d'Athabasca                             | 31,50              | AB-63 sud – Boyle, Edmonton                                     | Terminus ouest du multiplex avec l'AB-63                             |                                          |
| Comté d'Athabasca                             | Atmore             | 54,30                                                           | AB-63 nord – Wandering River, Fort McMurray                          | Terminus est du multiplex avec l'AB-63   |
| Comté d'Athabasca                             | Atmore             | 54,30                                                           | AB-855 sud – Smoky Lake                                              | Terminus nord de l'AB-855                |
| Comté de Lac La Biche                         |                    | 69,00                                                           | AB-858 nord – Plamondon                                              | Terminus sud de l'AB-858                 |
| Comté de Lac La Biche                         | 90,50              | AB-663 ouest – Hylo, Boyle                                      | Terminus est de l'AB-663                                             |                                          |
| Comté de Lac La Biche                         | Lac La Biche       | 95,90                                                           | AB-36 sud / 100 Street                                               | Terminus ouest du multiplex avec l'AB-36 |
| Comté de Lac La Biche                         | Lac La Biche       | 95,90                                                           | AB-881 nord – Conklin, Fort McMurray                                 | Terminus sud de l'AB-881                 |
| Comté de Lac La Biche                         |                    | 113,70                                                          | AB-36 sud – Ashmont, Two Hills                                       | Terminus est du multiplex avec l'AB-36   |
| Comté de Lac La Biche                         | 131,10             | AB-866 sud – McRae, Spedden                                     | Terminus nord de l'AB-866                                            |                                          |
| Comté de Lac La Biche                         | 147,70             | AB-867 sud                                                      | Terminus nord de l'AB-867                                            |                                          |
| M.D. Bonnyville No 87                         |                    | 165,50                                                          | AB-881 sud – Thérien, Saint-Paul                                     | Terminus nord de l'AB-881                |
| M.D. Bonnyville No 87                         | La Corey           | 202,20                                                          | AB-41 sud – Bonnyville                                               | Terminus nord de l'AB-41                 |
| M.D. Bonnyville No 87                         |                    | 220,80                                                          | AB-892 – Ardmore                                                     |                                          |
| M.D. Bonnyville No 87                         | 230,60             | AB-897 – Parc provincial de Cold Lake, BFC Cold Lake            |                                                                      |                                          |
| Ville de Cold Lake                            | Ville de Cold Lake | 239,00                                                          | AB-28 ouest (8 Avenue)                                               | Terminus ouest du multiplex avec l'AB-28 |
| M.D. Bonnyville No 87                         |                    | 249,10                                                          | AB-28 ouest – Bonnyville, Edmonton                                   | Terminus est du multiplex avec l'AB-28   |
| M.D. Bonnyville No 87                         | 249,90             | AB-897 sud – Elizabeth Metis Settlement, Marwayne, Lloydminster | Terminus nord de l'AB-897                                            |                                          |
| M.D. Bonnyville No 87                         | 262,70             | SK-55 est – Pierceland, Meadow Lake, Prince Albert              | Continue en Saskatchewan                                             |                                          |
| - Terminus de multiplex - Transition de route |                    |                                                                 |                                                                      |                                          |